# Nlog
NLog är ett loggverktyg för Microsoft Dotnet. NLog har öppen källkod och är baserat på Log4net.

## Exempel i.NET
```
   using System;
   using System.Globalization;
   using NLog;
   class MyClass {
   static Logger logger = LogManager.GetLogger("MyClass");
   static void Main()
   {
       // you can use an interface known from log4net
       logger.Debug("This is a debugging message");
       logger.Info("This is a information message");
   }
```

## Exempel i asp
```
   <%
   Dim logmanager, logger
   Set logmanager = CreateObject("NLog.LogManager")
   logmanager.InternalLogToConsole = false
   logmanager.LoadConfigFromFile "c:\nlog\nlog.dll.nlog" 
   Set logger = CreateObject("NLog.Logger")
   logger.LoggerName = "Infolog"
   logger.log "INFO" , "Användare Inloggad"&user
   %>
```

## Resultat
Filen som skapas heter c:\nlog\file2.log och innehåller till exempel följande:
```
   2005-10-07 22:50:14.2417|INFO|MyClass|This is a information message
   2005-10-07 22:52:13.6192|INFO|Infolog|Användare Inloggad Admin
```